# Kondratowicza (stacja metra)
Kondratowicza – stacja linii M2 metra w Warszawie. Znajduje się w dzielnicy Targówek, w ciągu ulicy Ludwika Kondratowicza, między skrzyżowaniami z ul. Malborską i 20 Dywizji Piechoty WP a ul. św. Wincentego.

## Opis

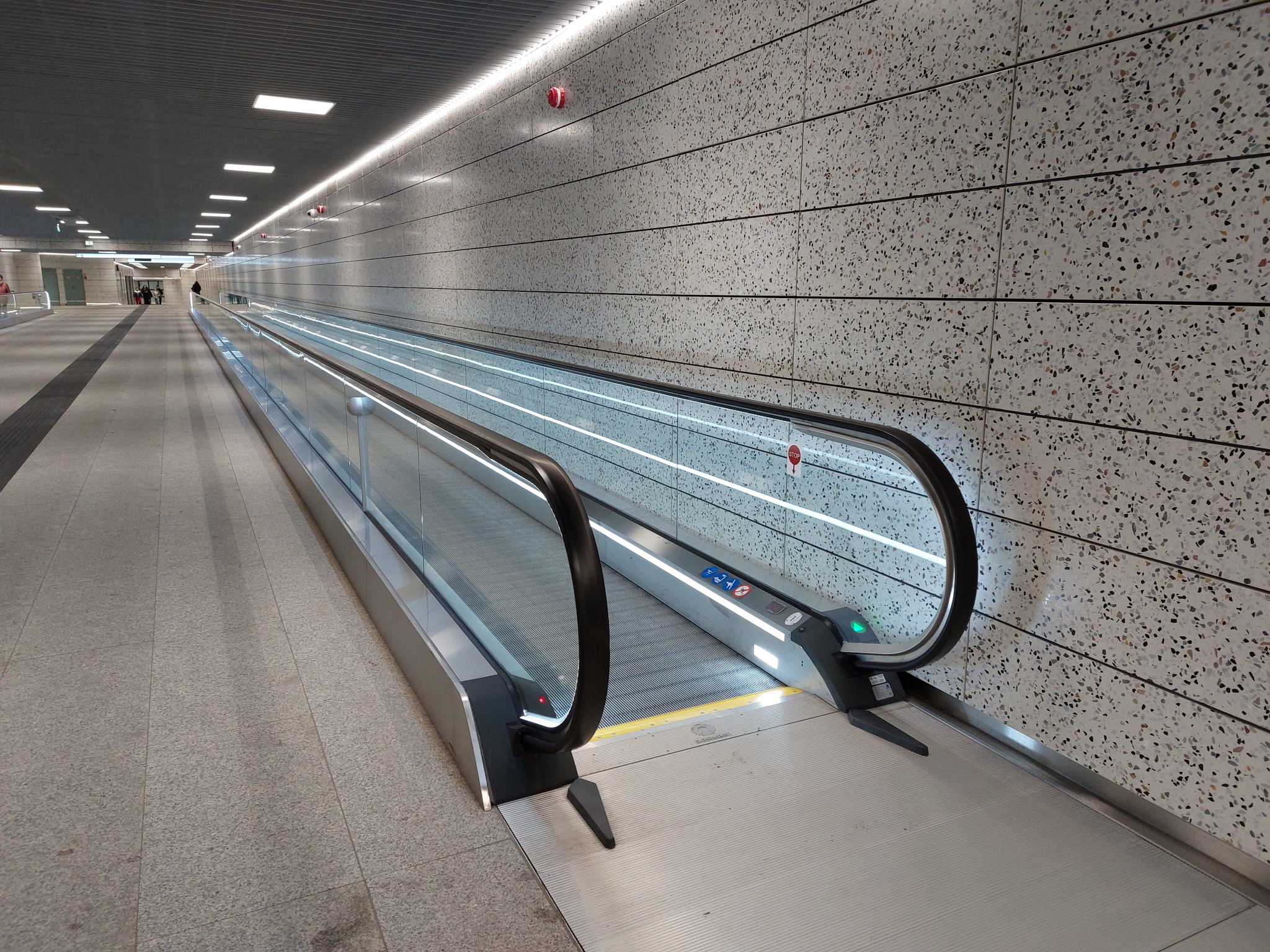
Chodnik ruchomy

Budowa stacji rozpoczęła się w 2019, a nazwa stacji została nadana przez Radę m.st. Warszawy w sierpniu 2020.
Stacja została otwarta dla ruchu pasażerskiego 28 września 2022 roku. Na stacji, pod ulicą św. Wincentego, zainstalowano ruchomy chodnik.